# Wielka Pokuta
Wielka Pokuta – wydarzenie o charakterze religijnym, które odbyło się w Polsce 15 października 2016 roku na Jasnej Górze w Częstochowie. Miało charakter całodniowej modlitwy przebłagalnej za grzechy społeczne Polaków. Wzięło w niej udział ponad 100 tysięcy wiernych.
Gospodarzem wydarzenia było Sanktuarium Jasnogórskie. Organizatorem zaś była grupa świeckich katolików skupionych wokół Fundacji Solo Dios Basta, która powstała z inicjatywy Macieja Bodasińskiego i Lecha Dokowicza. Wydarzenie miało aprobatę Episkopatu Polski.
Patronami duchowymi wydarzenia byli: św. Teresa Wielka, bł. Jerzy Popiełuszko, św.  Maksymilian Kolbe, św. Wojciech, św. papież  Jan Paweł II, św. siostra Faustyna Kowalska, Sługa Boży kardynał Stefan Wyszyński, św. Stanisław Papczyński, św. Andrzej Bobola, św. biskup Stanisław, św. królowa Jadwiga.
W uroczystościach wziął udział przewodniczący Konferencji Episkopatu Polski abp. Stanisław Gądecki. Wielu księży posługiwało nie tylko podczas Mszy świętej, ale również w sakramencie pokuty i pojednania.
Modlitwy prowadzili ojcowie Antonello Cadeddu i Henrique Porcu, misjonarze z Brazylii oraz ks. Dominik Chmielewski i ks. Piotr Glas.
Całodniowa modlitwa składała się z dziękczynienia za to, co dokonało się w historii Polski, z części pokutnej ze świadectwami i adoracją eucharystyczną.
Na zakończenie abp. Stanisław Gądecki odczytał Jubileuszowy Akt Przyjęcia Jezusa Chrystusa za Króla i Pana. Po mszy świętej, na błoniach pod murami Jasnej Góry został wniesiony Najświętszy Sakrament w olbrzymiej monstrancji i rozpoczęła się adoracja Pana Jezusa, podczas której ks. Piotr Glas poprowadził modlitwę pokutną z egzorcyzmem nad Polską.